# فصائل الحرب الأهلية الصومالية
ظهر خلال الحرب الأهلية الصومالية العديد من الحركات الثورية والميليشيات التي قادها أمراء حرب تنافسوا للسيطرة على الحكم، واستأثر كل منهم بحكم منطقة في الصومال.

## قبل سقوط نظام سياد بري (1991)

### الجبهة الديمقراطية للإنقاذ(SSDF)
أول حركة تمرد صومالية، ضد نظام سياد بري.
- القادة: د.حسن علي مري، عبد الله يوسف أحمد، اللواء محمد أبشير موسى، محمد أبشير والدو (الأمين العام).
- منطقة العمليات: 1988: محافظة مدج بوسط الصومال ومحافظتي نوجال وبري شمال شرق الصومال؛ 1991: شمال شرق الصومال (منطقة بونتلاند)
- الانتماء القبلي: عشائر ماجرتين ودارود
- تأسست الجبهة عام 1978 على يد عدة ضباط في القوات المسلحة الصومالية، وكانت الجبهة الأولى من بين الجبهات المسلحة التي سعت للإطاحة بنظام سياد بري العسكري.[1]

شاركت الجبهة في حرب حدود إثيوبيا-الصومال عام 1982 واقفة في صف إثيوبيا.
ودربت قوات الجبهة أعضاء الحركة الوطنية الصومالية SNM، والتقى قادة SSDF و SNM في العاصمة الإثيوبية في سبتمبر 1987 للتوحد تحت راية واحدة ووضع خطة للإطاحة بنظام سياد بري إلا أنهم فشلوا في الاتفاق على استراتيجية مشتركة.

### الجبهة الوطنية الصومالية (SNF)
كانت الجبهة الوطنية الصومالية حركة ثورية سياسية مسلحة في الصومال، أنشئت في البداية على يد موالين للرئيس الصومالي السابق سياد بري وبقايا القوات المسلحة الصومالية بعد الإطاحة بنظام بري، وكان هدف الجبهة الوطنية الصومالية استعادة العاصمة مقديشو وإعادة نظام بري، ووحدت الجبهة مقاتلي مريحان تحت قيادة الجنرال عمر حاج محمد مسلّي والجنرال أحمد علي، ومقاتلي باقي عشائر دارود بقيادة الجنرال محمد سعيد حرسي "مورغان" ليحاول التحالف الجديد مدينة كيسمايو والمناطق المحيطة بها، لتشكيل جوبالاند المتمتعة بالحكم الذاتي.
- القيادات: الجنرال سياد بري، الجنرال أحمد علي، محمد سعيد سمتر "جعليى"، أحمد شيخ علي أحمد "بُرالي"، د. علي نور، اللواء محمد حاشي جاني، العقيد بري آدم شري هيرالي، اللواء عمر حاج محمد، العقيد عبد الرزاق إسحاق بيحي.
- منطقة العمليات: جنوب ووسط الصومال؛ وشنت الجبهة غارات متفرقة على ضواحي مقديشو والمناطق المجاورة.
- الانتماء القبلي: مريحان
- التأسيس: مارس 1991

### الحركة الوطنية الصومالية(SNM)

علم الحركة الوطنية الصومالية

- القادة: أحمد محمد جوليد، أحمد إسماعيل عبدي، عبد القادر كوسار عبدي، أحمد محمد محمود سيلانيو، عبد الرحمن أحمد علي تور
- منطقة العمليات: شمال غرب الصومال ( صوماليلاند )
- الانتماء العشائري: إسحاق
- التأسيس: 1981

تأسست الحركة على يد منتمين لقبيلة إسحاق في لندن عام 1981 بهدف صريح هو الإطاحة بنظام بري، وانتقلت القيادة في وقت لاحق إلى العاصمة الإثيوبية أديس أبابا للحصول على دعم الحكومة الإثيوبية.
في 2 يناير 1982 أغار مقاتلو الحركة التي كانت تتخذ من منطقة قريبة من بربرة مقرا لها، علىسجن مانديرا لإطلاق سراح السجناء السياسيين بالتزامن مع مداهمة لمستودع أسلحة في عدادلي.
نفذت الحركة الوطنية الصومالية العديد من الهجمات على المنشآت الحكومية والقوات المتمركزة خارج المعسكرات في إثيوبيا في الفترة ما بين 1985 و 1987.
في عام 1988 نقلت الحركة الوطنية الصومالية نشاطها من معسكراتها في إثيوبيا لتباشر العمل في شمال جمهورية الصومال، المعروفة الآن باسم أرض الصومال. واحتل مقاتلو الحركة بشكل مؤقت مدن بورعو وهرجيسا.
استولى مقاتلو الحركة على سيارات تويوتا لاندكروزر الحكومية وحولوها إلى مركبات تقنية حربية من خلال تركيب رشاشات 12.7 مم و 14.5 مم، وبنادق بنادق عديمة الارتداد 106ملم، وقاذفات صواريخ من طراز بي إم 21 غراد، كما قاموا بتشغيل العديد من الرشاشات المضادة للطائرات، بينها ZU-23-2.
في عام 1991 سيطر الحركة الوطنية الصومالية SNM على هرجيسا وبربرة، وبورعو وعيرجابو. وأُعلن عن قيام جمهورية أرض الصومال في 18 مايو 1991.

### الحركة الوطنية الصومالية (SPM)
- القيادات: العقيد شكري ويرح كاري، العقيد بشير بليلقو، العقيد أحمد عمر جيس، اللواء آدم عبد الله نور ('غبيو')، اللواء محمد سعيد حرسي "مورغان".
- منطقة العمليات: جنوب الصومال
- الانتماء القبلي: أوغادين (SPM 'Ogadeni') و Wardey (المعروف باسم SPM 'Harti')
- التأسيس: 1989

أنشأ الحركة مجموعة من ضباط أوغادين.
كان الإنجاز الرئيسي للحركة هو الاستيلاء على مطار بليدوجلي قبل أيام من انسحاب بري من مقديشو.

### التحالف الديمقراطي الصومالي (SDA)
- القادة: محمد فارح عبد الله، محمد رشيد شيخ (الشيخ ملي)، زاك فيرجسون، وجامع ربيلي
- منطقة العمليات: أودال، صوماليلاند
- الانتماء القبلي: Gadabursi
- التأسيس: 1989 [4]

كان التحالف الديمقراطي مواليا لنظام سياد بري وقاتل ضد الجبهات الصومالية التي كانت تسعى لإسقاطه.

### المؤتمر الصومالي الموحد(USC)
- القادة: د. عمر محمد حسن، حسين أحمد محمد، عبدي هلولي حسن، حسن محمود محي الدين، حسن عمر محمد (المؤسسون في الخارج: علي محمد عسوبلي (علي ورطيغلي) والدكتور إسماعيل جمعالي) (المؤسسون في الداخل «مقديشو»: الجنرال محمد فارح عيديد وعلي مهدي محمد ومحمد قنيري أفرح (نوفمبر 1991)
- منطقة العمليات: جنوب وسط الصومال
- الانتماء القبلي: هوية [5] (عشائر هبر جدير، وحوادلي، ومررسدي، وأبغال)
- التأسيس: 1 فبراير 1989 في روما

في 26 يناير 1991 اقتحم المؤتمر الصومالي الموحد القصر الرئاسي في مقديشو، وغادر الرئيس سياد بري العاصمة.
في نوفمبر 1991 أدت خلافات بين الجنرالين عيديد وعلي مهدي إلى انقسام حاد في المؤتمر الصومالي الموحد، واختير محمد قنيري أفرح لرئاسة المؤتمر.

### الحركة الديمقراطية الصومالية (SDM)
- القادة: محمد قنيري أفرح
- منطقة العمليات: مقديشو
- الانتماء القبلي: مررسدي، هوية
- التأسيس: أبريل 1989[6]

### حركة الاتحاد الإسلامي(AIAI)
- القادة: حسن طاهر أويس، و حسن عبد الله حرسي (تركي)
- منطقة العمليات: جنوب غرب الصومال ( رأس كامبوني، لوق )
- الانتماءات الدينية: الإسلام السني
- التأسيس: 1983.

### الحركة الوطنية الصومالية الجنوبية
- الانتماء العشائري: بيمال

### الجذر الصومالي الموحد (USR)
- تأسس الفصيل عام 1991 ليمثل السكان الأصليين في الصومال، وهو فصيل غير مسلح[7]
- القادة: محمد حسين، عضو البرلمان الفيدرالي السابق، توفي عام 2010 في مقديشو
- اللواء محمد محمود حيد نائب وزير الدفاع في حكومة عبد القاسم صلاد حسن[8]
- الأيدولوجيا: الدفاع عن عشائر السكان الأصليين الصوماليين.
- الانتماء القبلي: عشيرة موسى وعشائر مطيبان الصومالية الأصلية.

## الأنظمة التي تأسست بعد سقوط سياد بري (1991-1995).

### صوماليلاند
| القادة | مجال العمليات | الانتماء القبلي | التاريخ               | علَم |
| --- | ------------- | --------------- | --------------------- | --- |
| 1991-1993: عبد الرحمن أحمد علي تور 1993-2002: محمد إبراهيم عقال 2002-2010: طاهر ريالي كاهن 2010-2017: أحمد محمد محمود سيلانيو 2017- الآن: موسى بيحي عبدي | صوماليلاند    | إسحاق در دارود  | 18 مايو 1991 حتى الآن |     |

أعلنت منطقة أرض الصومال التي تقطنها قبائل الإسحاق استقلالها عن الصومال عام 1991، غير أن انفصالها لم يحظ حتى الآن بالاعتراف من قبل أي دولة أو منظمة دولية ذات سيادة.

### التحالف الوطني الصومالي(SNA)
- القادة: 1992-1996: محمد فارح عيديد، محمد نور عليو. 1996-2001: حسين محمد فارح عيديد
- منطقة العمليات: مقديشو
- الانتماء القبلي: هبر جدير، أوغادين، رحانوين، شيخال، دودوبلي، جوجونطبي، در
- التأسيس: يونيو 1992 - 2004

ضم التحالف فصيل المؤتمر الصومالي الموحد التابع لعيديد، والحركة الوطنية الصومالية SPM، والحركة الوطنية الصومالية الجنوبية، وفصائل جنوبية أخرى، وتولى قيادة التحالف بعد وفاة عيديد نجله حسين عيديد، واندمج التحالف فيما بعد مع فصائل أخرى لتشكيل مجلس المصالحة والإصلاح عام 2001.

### الجبهة الوطنية الصومالية (SNF)
- القيادات: الجنرال محمد سياد بري، الجنرال محمد سعيد سمتر، الجنرال محمد حاشي جاني، الجنرال أحمد علي جعليي، الجنرال عمر حاجي مصلّح، د. علي نور مختار، احمد شيخ علي "بُرالي"، العقيد عبد الرزاق إسحاق بيحي، محمود سيد.
- منطقة العمليات: محافظة جوبا العليا (جدو)، مناطق جوبا الوسطى والسفلى؛ وشنت الجبهة غارات متفرقة على ضواحي مقديشو
- الانتماء القبلي: مريحان
- التأسيس: مارس 1991

تأسست الجبهة الوطنية الصومالية SNF بعد الإطاحة بنظام سياد بري على يد موالين لبري وفلول القوات المسلحة الصومالية.
أُنشئت الجبهة بهدف استعادة مقديشو من أيدي الجبهات المعارضة وإعادة تنصيل نظام سياد بري، وإنشاء ولاية إقليمية في محافظات جدو وجوبا الوسطى والسفلى.

### الجبهة الصومالية المتحدة (USF)
- القادة: عبد الرحمن دوعالى علي.
- منطقة العمليات: زيلع، صوماليلاند
- الانتماء القبلي: عيسى
- تأسست: قبل عام 1991 كحركة تحرر صغيرة، وتوسعت في صيف عام 1991

انضمت الجبهة الصومالية المتحدة إلى الحركة الوطنية الصومالية SNM لإنشاء جمهورية أرض الصومال.
عشيرة عيسى هي عشيرة صومالية تنتشر في الصومال الكبير وتتركز في جيبوتي.

### منظمة موكي للصوماليين للأفارقة الصوماليين (SAMO)
- القادة: محمد رمضان أربو
- مجال العمليات: غير معروف
- الانتماء القبلي: البانتو
- التأسيس: 1993

تضم المنظمة بعض القبائل التي تعيش على ضفاف نهري جوبا وشبيلي

### الاتحاد الديمقراطي الوطني الصومالي (SNDU)
- القيادات: علي إسماعيل عبدي وعبدالله أزري
- منطقة العمليات: جلجدود، مدج، بورتينلي-نوجال
- الانتماء القبلي: أورتبلي و ليلكسة
- التأسيس: 1991
- شارك الاتحاد الديمقراطي الوطني في تأسيس ولاية بونتلاند بالتحالف مع الجبهة الديمقراطية للإنقاذ SSDF.

### الاتحاد الوطني الصومالي (SNU)
- القادة: د. محمد رجيس محمد
- مجال العمليات:
- الانتماء القبلي: البنادريون؛ عشيرة عربية
- التأسيس: الستينيات
- الأيديولوجيا: معارضة سياد بري
والحفاظ على مصالح البنادريين

حزب سياسي نشط في الستينيات، انحل بعد سيطرة سياد بري على الحكم، وأعيد إنشاؤه بعد سقوط نظام بري.

### الحزب الصومالي الموحد (USP)
- القيادات: محمد عبدي حاشي
- منطقة العمليات: عيرجابو ولاسعانود، محافظتي سناج وسول
- الانتماء القبلي: طلبهانتي، وورسنغلي، و جدبورسي (سمرون).
- التأسيس: 1957-1969 (انحل في ظل نظام سياد بري)؛ أعيد إنشاؤه في 1991

لم يكن للحزب الصومالي الموحد الذي نشط بعد الحرب الأهلية أي علاقة بالحزب الذي حمل نفس الإسم خلال خمسينيات القرن الماضي، حيث أن الحزب الجديد أيد سياد بري بشكل عام، إلا أنه كان من المشاركين الرئيسيين في مؤتمر المصالحة للحكماء في بورمة في أوائل عام 1993.

## المشاركون فيمؤتمر المصالحة الوطنية في الصومال عام 1993
شهد الاجتماع التحضيري غير الرسمي لعام 1993 حول المصالحة الوطنية ومؤتمر المصالحة الوطنية حضور ما لا يقل عن 15 فصيلًا، بينهم فصيلا التحالف الوطني الصومالي SNA المنبثقين عن المؤتمر الصومالي الموحد USC والحركة الوطنية الصومالية SPM، كما شارك في المؤتمر: منظمة موكي للصوماليين للأفارقة الصوماليين SAMO والتحالف الديمقراطي الصومالي SDA و الحركة الديمقراطية الصومالية SDM والتحالف الوطني الصومالي SNA والاتحاد الديمقراطي الوطني الصومالي SNDU والجبهة الوطنية الصومالية SNF والاتحاد الوطني الصومالي SNU والحركة الوطنية الصومالية SPM والجبهة الديمقراطية للإنقاذ SSDF والمؤتمر الصومالي الموحد USC والجبهة الصومالية المتحدة USF والحزب الصومالي الموحد USP، و شكلت فصائل عيديد الأربعة المتحالفة مع التحالف الوطني الصومالي SNA كتلة قوية.
وعرقل الافتقار الفعلي للتقدم في مناطق وشوارع مقديشو، التوصل إلى قرارات نهائية، وظهرت فصائل جديدة مع دخول الحرب الأهلية الصومالية مرحلة جديدة: التفكك إلى ولاية مستقلة ومتمتعة بالحكم الذاتي.

## مناطق وأنظمة أُنشئت بعد رحيل بعثات الأمم المتحدة (1995 حتى الآن)
| فصيل                                                  | مجال العمليات        | الانتماء القبلي         | التاريخ                                      | علَم |
| ----------------------------------------------------- | -------------------- | ----------------------- | -------------------------------------------- | --- |
| بونتلاند                                              | ملف:Puntland-map.jpg | دارود                   | 1998 حتى الآن                                |     |
| جوبالاند                                              |                      | أوغادين ومريحان         | 1999 حتى الآن                                |     |
| مجلس المصالحة والإصلاح الصومالي (SRRC)                | مقديشو وجنوب الصومال | هوية                    | 2001-2004                                    |     |
| جنوب غرب الصومال                                      |                      | رحانوين                 | 2002-2006                                    |     |
| الحكومة الاتحادية الانتقالية (TFG)                    |                      | هوية ورحانوين           | 2004 حتى الآن                                |     |
| اتحاد المحاكم الإسلامية (ICU)                         |                      | الهوية بالدرجة الأولى   | 2006-2007 (حلت محلها حركة الشباب )           |     |
| التحالف من أجل استعادة السلام ومكافحة الإرهاب (ARPCT) |                      | هوية                    | 2006                                         |     |
| غلمدغ                                                 |                      | هبر جدير (سعد و سليمان) | 2006 إلى الوقت الحاضر                        |     |
| حركة الشباب                                           | مقديشو وجنوب الصومال | متعدد العشائر           | 2007 حتى الآن                                |     |
| ماخر                                                  |                      | ورسنغلي                 | 2007-2008 (انضمت إلى بونتلاند في يناير 2009) |     |